# Паапан Рештак
Паапан Рештак (арм. Պահապան հրեշտակ) —  ангел-хранитель в армянской мифологии.
Согласно мифологическим представлениям древних армян, два пахапан хрештака сопровождают человека с момента его рождения, один из которых охраняет его душу, а другой — тело человека. Иногда пахапан хрештак отождествляют с ангелом смерти (хогеар), который ведёт на судилище в потусторонний мир душу умершего.